# Llave tubo
Una llave tubo  es un tipo de llave que posee un tubo o 'vaso' o 'copa' estriado que se inserta en una tuerca o perno para hacerlos girar.

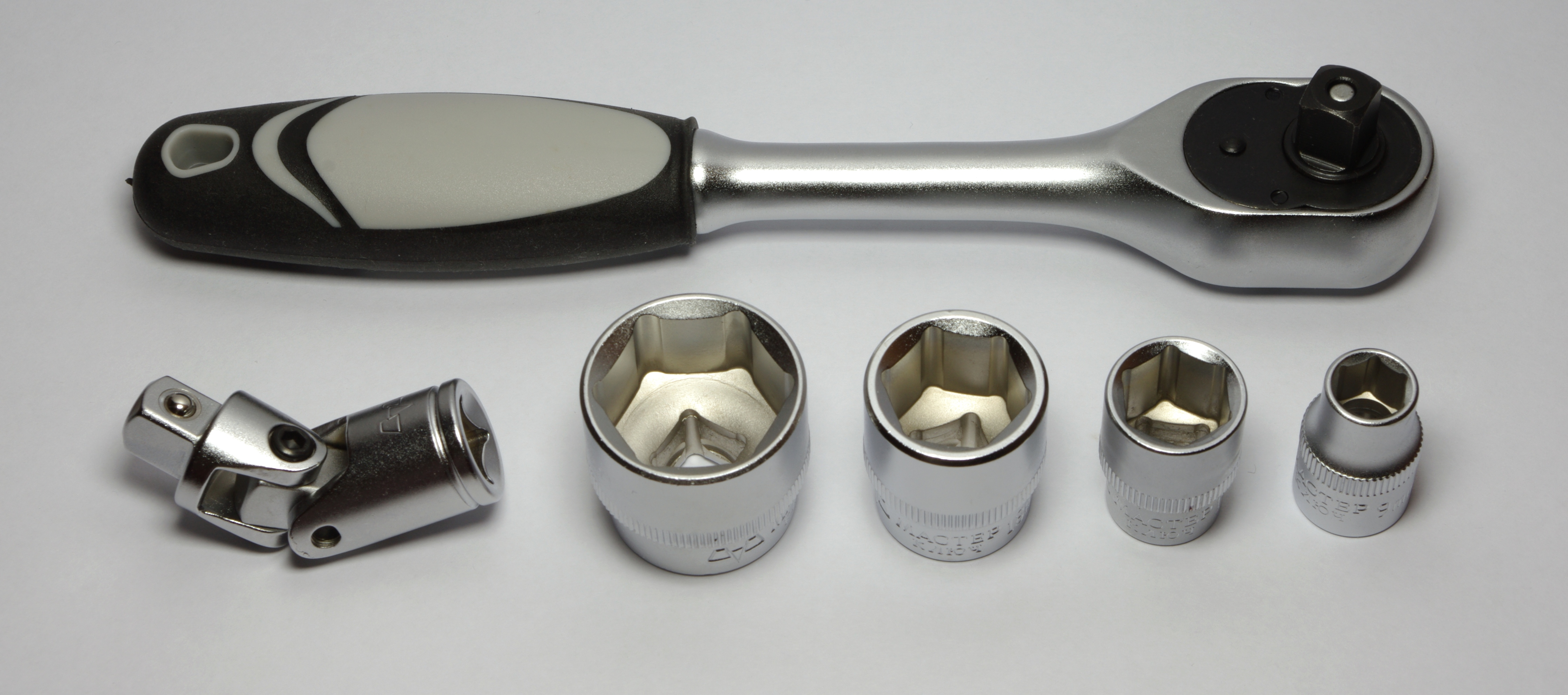
Juego de llaves tubo con trinquete. Se observa el trinquete o mango, un conjunto de 4 vasos y un adaptador para movimiento universal.

La forma más común de llave tubo es la llamada informalmente 'trinquete' o 'carraca', ya que incorpora un mecanismo de trinquete reversible que permite al usuario girar la herramienta hacia adelante y hacia atrás para girar el vaso en lugar de tener que quitar y reposicionar la llave para hacerlo. En algunos países también se llama coloquialmente 'rache' (del inglés ratchet),
Otros métodos comunes de tracción del vaso incluyen llaves de impacto neumáticas, llaves dinamométricas hidráulicas, multiplicadores de par y barras. Algunos dispositivos híbridos menos conocidos incluyen herramientas de golpe de llave con accionamiento cuadrado y llaves de impacto hidráulicas (generalmente accionadas por energía hidráulica, como la usada en tanques militares y muchas aplicaciones en vagones de ferrocarril).
La forma contemporánea básica del encaje es hexagonal, denominada "6 puntos" en referencia a las intersecciones puntiagudas donde se unen sus seis facetas de lados sólidos. Estos encajes o vasos se unen a la manija o trinquete mediante un accesorio de conexión cuadrado macho/hembra (llamado dado). Los tamaños estándar de los dados son 1⁄4, 3⁄8, 1⁄2, 3⁄4, 1, 1 1⁄2, 2 1⁄2 y 3 1⁄2- en pulgadas (un estándar internacional de facto sin equivalentes métricos junto con algunos dados menos usados como 5⁄8, y las unidades estriadas n.º 4 y n.º 5 especificadas en las especificaciones ANSI B107. Esta amplia gama de tamaños de dados proporciona una amplia variedad de tipos y tamaños de dados para adaptarse a tuercas y pernos pequeños a muy grandes. Algunos destornilladores cuadrados tienen un orificio pasante para sujetar el vaso al destornillador (usando un anillo de retención con junta tórica y tipo pasador, o anillos de retención moldeados de una sola pieza), un pasador de bloqueo o una bola de fricción.
Algunos trinquetes de mano comunes emplean un botón de liberación rápida en la parte superior para liberar rápidamente los vasos más pequeños. La herramienta elegida para impulsar la llave de tubo proporciona en última instancia la ventaja mecánica que necesita el usuario para proporcionar el par de torsión necesario para aflojar o apretar el perno o tuerca según sea necesario. Los dispositivos más grandes se utilizan típicamente con un par más alto, mientras que los dispositivos más pequeños se utilizan por conveniencia en aplicaciones más pequeñas de bajo par. Dados los límites de la fuerza y la fatiga humana, un par por encima de 600 pies·libra fuerza (813,5 N·m) generalmente implica el uso de algún tipo de asistencia de potencia, en lugar de que el usuario simplemente jale del mango de una llave. Los vasos y los impulsores muy grandes generalmente funcionan con sistemas hidráulicos para lograr el par motor.
Los destornilladores macho también se fabrican para su uso con tornillos de cabeza hueca y, a menudo, se denominan 'llave Allen' (marca comercial) o el término genérico 'destornilladores macho'.
La principal ventaja de los vasos intercambiables es que, en lugar de tener una llave separada para cada uno de los diferentes tamaños y tipos de tornillos/tuercas, solo se necesita un solo mango con 'vasos' distintos para cada tamaño y tipo. Debido a su versatilidad, casi todos los tipos de tornillos y pernos ahora tienen 'vasos' de diferentes tipos hechos para adaptarse a sus pernos o tuercas. Los 'vasos' a menudo se comercializan en un "juego de vasos" con diferentes tamaños o tipos para adaptarse a las cabezas de pernos o tuercas de diferentes tamaños. Un trinquete de tamaño adecuado se incluye con el juego de llaves de tubo. Los vasos están comúnmente disponibles en tamaños métricos y fracciones de pulgada, y en variedades cortas (poco profundas) y más largas (profundas).

## Historia
Las llaves en forma de tubo, es decir, un conductor hembra para envolver la cabeza macho de un perno o tuerca, han existido desde hace algunos  siglos. Los primeros ejemplos incluyen las llaves utilizadas para dar cuerda a los relojes desde la Edad Media. Las cabezas y las cavidades eran típicamente cuadradas. Las cabezas hexagonales finalmente se hicieron más comunes a partir del siglo XX. La llave de tubo de trinquete, con vasos intercambiables (indexables), fue inventada por un estadounidense, J.J. Richardson, de Woodstock, Vermont. La herramienta fue patentada (Patente n.º 38,914) en la Agencia de Patentes el 16 de junio de 1863. La primera ilustración de la herramienta aparece en la pág. 248 del número de Scientific American del 16 de abril de 1864.
Las cabezas de pernos y vasos cuadrados eran los más fáciles de hacer en la época en que el limado manual era el método típico de fabricación. Con la proliferación de métodos de fabricación modernos, se volvió fácil fabricar cabezas y vasos hexagonales. La forma hexagonal permite un ajuste más fácil en entornos reducidos (donde los obstáculos cercanos obstruyen el giro de la llave), porque se necesitan menos grados de arco en cada giro antes de que sea necesario reposicionar la llave en el calce. Las llaves de trinquete reducen aún más este problema, ya que la llave solo necesita girar tantos grados como sea necesario para que el trinquete atrape el siguiente diente.
La característica de liberación rápida común a los trinquetes fue inventada por Peter M. Roberts.

## Herramientas relacionadas

### Vaso fijo
| Imagen | Nombre                                        | Descripción |
| ------ | --------------------------------------------- | --- |
|        | Llave de cruceta para pernos de rueda         | Una llave tubo sin trinquete en la que el vaso está unido de forma permanente al extremo de una barra en forma de L o X. Están diseñadas como llaves de tubo de uso especial para aflojar y apretar pernos en ruedas de automóviles o camiones. |
|        | Llave simple                                  | Un mango tipo destornillador para girar a mano con un vaso hembra incorporado al final de tamaños métrico o fraccional de pulgada. Pueden tener diferentes longitudes.                                                                          |
|        | Llave de tubo de cabeza flexible Llave Saltus | Llaves combinadas con un vaso fijo en un extremo de la llave. |
|        | Mango en T                                    | Un vaso unido a un mango en T que se utiliza para hacer palanca. El vaso puede ser fijo o deslizante. |
|        | Llave de afinación                            | Se utiliza para afinar las cuerdas de algunos instrumentos musicales. |
|        | Llave de tubo                                 | Un tubo con tomas de seis lados en ambos extremos. Se utiliza para colocar y remover bujías de motores a explosión, se gira con ayuda de una barra corta insertada a través de dos orificios en el medio del tubo.                              |

### Vasos intercambiables

#### Con mecanismo de trinquete
| Imagen | Nombre                                       | Descripción |
| ------ | -------------------------------------------- | --- |
|        | Llave tubo con trinquete                     | El tipo más común de llave tubo. El mecanismo de trinquete permite que la tuerca se apriete o afloje con un movimiento alternativo, sin necesidad de retirar y volver a colocar la llave después de cada vuelta. Por lo general, una pequeña palanca en la cabeza del trinquete cambia la llave entre los modos de apriete y aflojamiento. Estos accesorios de transmisión vienen en cuatro tamaños comunes: 1⁄4 pulgadas, 3⁄8 pulgadas, 1⁄2 pulgadas, y 3⁄4 pulgadas (denominadas "unidades", como en "3⁄8 unidades"). A pesar de estar denominados en pulgadas, estos son nombres comerciales (nombre común del producto) y los fabricantes los construyen a 6.3 mm, 9.5 mm, 12.5 mm y 19 mm, después de haber sido redondeados a un valor métrico razonable, aunque aleatorio. Los tamaños de transmisión más grandes, como 1 pulgada y más, generalmente solo se encuentran en pernos o tuercas de equipos industriales más grandes, como tractores-remolques (camiones articulados), grandes aviones de carga y aviones de pasajeros, y trabajo marítimo (flotas mercantes, armadas, astilleros). Los vasos vienen en una gama completa de tamaños en pulgadas y métricas. ("SAE" se usa a menudo como un término general para los tamaños no métricos, a pesar de la inexactitud técnica de ese uso). Las ventajas del sistema de una llave de trinquete con vasos intercambiables son la velocidad para atornillar o desatornillar (es mucho más rápido que una llave convencional, especialmente en el uso repetitivo de atornillado o atornillado) y la eficiencia del costo de herramientas y la portabilidad (es mucho más eficiente que un juego de llaves sin trinquete, y cada tamaño de cabeza tiene su propio mango). Los trinquetes de dientes finos tienen dientes más finos en los componentes del trinquete; estos pueden ser útiles para ubicaciones más estrechas. Los trinquetes de doble trinquete hacen clic dos veces para cada diente del engranaje, duplicando efectivamente la granularidad del mecanismo. |
|        | Llave dinamométrica estilo clic              | Normalmente trinquete y clic cuando se alcanza un par preestablecido. Algunas llaves dinamométricas tienen lecturas digitales de torque. Existen otros tipos de llaves dinamométricas, como las de limitación de torque, que solo permiten alcanzar un torque preestablecido antes de que resbalen. Para algunas aplicaciones, los dispositivos multiplicadores de torque se utilizan con una llave dinamométrica. |
|        | Trinquete de cabeza flexible                 | Trinquetes en los que el cabezal de transmisión gira o gira hacia adelante y hacia atrás en el mango en un pivote en la parte posterior del cabezal de trinquete. |
|        | Trinquete de cabeza giratoria roto-trinquete | Trinquetes en los que toda la cabeza del trinquete gira con accesorios de manija en el costado del cabezal del trinquete en lugar de en la parte posterior del cabezal del trinquete. |
|        | Trinquete de palma                           | Trinquetes con mango de trinquete circular estriado del tamaño de la palma de la mano con accesorio de enchufe reversible útil para aflojar o apretar rápidamente un perno o una tuerca. Vienen en una variedad de tamaños. |
|        | Trinquete rotador                            | Permita que el casquillo se tuerza girando el mango del trinquete alrededor del eje del mango. Requiere menos de un grado de oscilación de arco para girar el casquillo, lo que los hace ideales para espacios muy reducidos. |
|        | Trinquete sin engranajes                     | Un trinquete que no usa engranajes, sino que usa cojinetes para proporcionar virtualmente ningún movimiento de arco ni produce un clic audible o discernible. |

Varios fabricantes fabrican otros trinquetes especializados, con cabezas de martillo, varios tamaños de impulsión y otras características inusuales.

#### Sin trinquete
| Imagen | Nombre                                      | Descripción |
| ------ | ------------------------------------------- | --- |
|        | llave tubo barra mango flexible             | Una barra que se conecta a un vaso estándar. Las barras suelen ser más largas y están construidas de manera más resistente que una manija de trinquete estándar y tienen una cabeza giratoria que se adhiere al vaso. Las barras se utilizan para soltar pernos apretados porque su longitud y resistencia adicionales permiten que la misma cantidad de fuerza genere un par significativamente mayor que una llave tubo de longitud estándar. El uso de una barra también evita daños potenciales al mecanismo de trinquete de una llave tubo. Una vez que el perno o tuerca se "afloja", se puede girar con una llave tubo o con la mano. |
|        | llave dinamométrica estilo viga             | Por lo general, sin trinquete, hecho para conectarse a vasos estándar. Al monitorear el grado de deflexión del mango, se puede determinar el par aplicado. |
|        | mango de velocidad, abrazadera de velocidad | Un mango en forma de manivela que afloja o aprieta rápidamente un tornillo cuando se usa con el vaso correcto. Funciona como un corsé y una broca adaptada a los vasos. También se usa para plegar y desplegar un gato de tijera. |
|        | mango giratorio mango de vaso               | Un mango de destornillador con un extremo de accionamiento macho para colocar vasos. |
|        | unidad de compensación                      | Un accionamiento fijo donde la cabeza gira en relación con el giro del mango, con el mango con un accesorio de accionamiento donde se puede colocar un trinquete u otra llave de tubo. |

### Llaves motorizadas
Hay versiones de herramientas accionadas con trinquetes que utilizan energía de aire comprimido para impulsar llaves de tubo neumáticas que aprietan o aflojan tuercas o pernos. Otro tipo de herramientas accionadas por aire comprimido son las llaves de impacto que se utilizan para tareas comunes como ajustar las tuercas de las ruedas. Tampoco son infrecuentes las llaves de impacto eléctricas para las mismas tareas. Los pequeños dispositivos de impacto inalámbricos de 12 y 18 voltios se utilizan a menudo hoy en día como trinquetes eléctricos para quitar e instalar tuercas y pernos. Los trinquetes con motor hidráulico se caracterizan por su elevado par motor son raros fuera de la industria pesada. Los vasos utilizados para el trabajo de impacto (llamados "vasos de impacto") están hechos con paredes más gruesas y templados a una dureza menor para no romperse bajo los impactos de la herramienta de impacto. Por lo general, tienen un acabado de óxido negro en lugar del cromado habitual de la variedad de herramientas manuales. Los vasos estándar (es decir, los vasos sin impacto) pueden romperse si se utilizan con llaves de impacto, lo que representa un riesgo para la seguridad.

## Tipos de vaso
Hay dos tipos principales de vasos para llaves estándar y para accionamientos de impacto. Se hace referencia a los vasos por su número de "puntos" para las intersecciones puntiagudas de sus lados interiores multifacéticos. Los diseños comunes incluyen:
- 6 puntas, hexagonal, para tuercas hexagonales.
  - Las variantes incluyen diseños con caras curvas (ranuradas) para el contacto de la esquina fuera de la tuerca, para reducir la posibilidad de pelado
- 12 puntas (24 facetas) para usar con tuercas hexagonales

|           |
| Vaso Torx |

|                           |
| Vaso hexagonal "6 puntas" |

|               |
| Vaso estriado |

Las formas menos utilizadas incluyen el cuadrado de 4 puntos, el triple cuadrado de 12 puntos (que no debe confundirse con el doble hexágono de 12 puntos) y el octogonal de 8 puntos (que no debe confundirse con la forma más común de doble cuadrado de 8 puntos). Estas formas menos comunes se encuentran típicamente en aplicaciones especiales o industrias particulares como aviones, accesorios de plomería de PVC o automóviles fabricados en Alemania y el Reino Unido. Con vagones de ferrocarril, tornillos de ajuste de válvulas y tapones de tubería, el destornillador de forma cuadrada de 4 puntos todavía se puede encontrar en configuraciones de uso general tanto macho como hembra. Las tuercas y las cabezas de los pernos también se producen en formas de doble hexágono de 12 puntos y varios tipos de ranuras, más comunes en aplicaciones aeronáuticas y aeroespaciales.
Cuando se trabaja con llaves hexagonales comunes de 6 puntos, el casquillo con forma de 12 puntos ofrece el doble de puntos de partida o posibles posiciones para colocar el casquillo en la tuerca, por lo que permite la alineación cada 30 grados, en lugar de cada 60 grados de ángulo. La mayoría de los fabricantes de vasos para pernos hexagonales más grandes los producen en configuraciones de 6 puntos (hexagonales) y tamaños limitados de 12 puntos (doble hexagonal).
Algunos casquillos especializados están hechos con un casquillo especializado de "6 flautas", etc. que se conecta a pernos dañados de tamaños métricos y fraccionarios para su extracción. Algunos enchufes especializados están hechos para adaptarse a aplicaciones especializadas específicas y están diseñados y dimensionados para esa aplicación específica. Las tomas de bujías, las tomas de sensor de oxígeno, las tomas de rótula, las tomas de tuercas del eje, etc. encajan en esta categoría.

### Vasos de impacto
Los vasos para usar con una llave de impacto o un destornillador de impacto están sometidos a pares de torsión más altos, que también son de percusión, por lo que estos vasos se fabrican con materiales más resistentes. Están hechos de una aleación de acero más gruesa, más resistente y más dúctil, y a menudo utilizan acero CrMo para reemplazar el acero CrV normalmente utilizado en los vasos sin impacto. La mayoría de los vasos de impacto hechos para sistemas hexagonales "estándar" tienen un diseño de seis puntos.
Los vasos cromados no son adecuados ya que la llave de impacto puede romper el cromado, lo que puede formar escamas afiladas como navajas; en consecuencia, los casquillos de impacto utilizan diferentes recubrimientos, a menudo un recubrimiento de conversión de fosfato negro u óxido negro.

### Vasos de longitud estándar y profunda

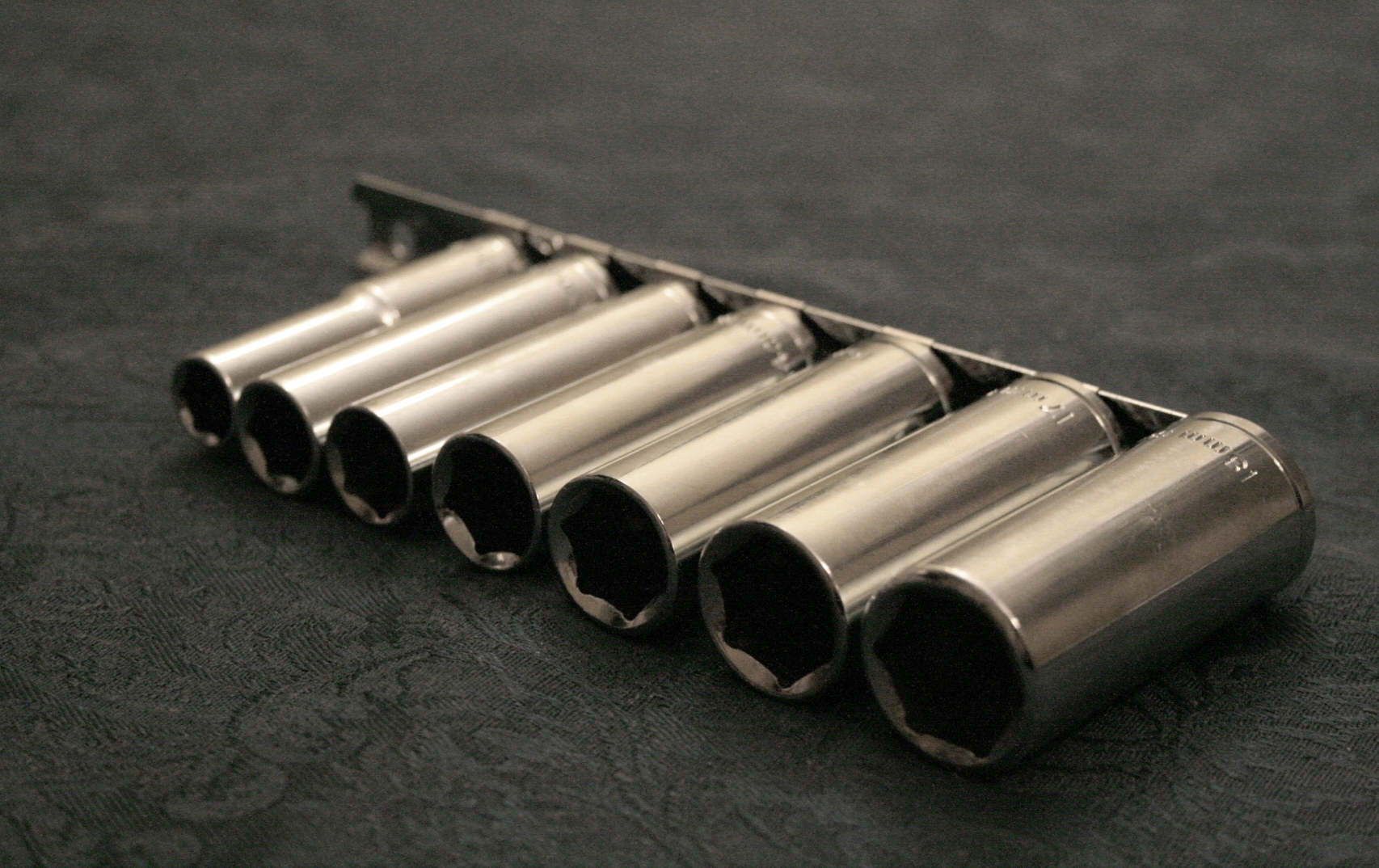
Un juego de vasos métricos profundos sobre un riel.

Los vasos están disponibles en varias profundidades o longitudes, a menudo divididos por la mayoría de los fabricantes en dos categorías  "estándar" y "profundo" según el estándar ANSI o DIN al que están fabricados y las tolerancias permitidas por esas especificaciones para cada longitud de vaso. Debido a que los estándares permiten cierta flexibilidad en las tolerancias, es común ver a dos fabricantes hacer tomas profundas del mismo tamaño pero con profundidades ligeramente diferentes, aunque ambos cumplen con la misma especificación. La longitud estándar, también conocida como vasos "poco profundos", tiene un perfil más bajo y permite al usuario acceder a las tuercas en espacios estrechos. Los conectores profundos son útiles para convertir tuercas en pernos cuando el perno se extiende hacia arriba en el dado (como en el caso de muchas juntas atornilladas), un ejemplo muy típico son los pernos de abrazadera de escape en un automóvil. Los conectores de perfil bajo, más cortos incluso que los conectores estándar, están disponibles para algunas aplicaciones, por lo general, la extracción del filtro de aceite en motores con acceso limitado.
Aunque la mayoría de los fabricantes ofrecen solo los tamaños y profundidades descritos dentro de las especificaciones ANSI o DIN estándar, existen algunas excepciones. Los fabricantes especializados como IMPERIAL-Newton Corp ofrecen una gama ampliada de vasos "extra profundos" para aplicaciones industriales especiales; y marcas populares como Snap-on o Mac Tools ofrecen lo que se denomina vasos "semi-profundos" o "de longitud media", que proporcionan gran parte de la profundidad de un vaso profundo, mientras que encajan en lugares más estrechos.

### Vasos y trinquetes pasantes
Algunos vasos están diseñados para tener el mismo diámetro exterior y forma dentro de un tamaño determinado. Cada casquillo de paso, dentro de un juego de vasos dado, está diseñado para ser utilizado con un trinquete "especial" que encaja en el exterior del vaso y no en el medio del vaso. Al colocar el exterior del casquillo, permiten que el perno o espárrago se extienda a través del casquillo, eliminando la necesidad de un casquillo profundo en algunas aplicaciones. Al unirse al exterior del enchufe, también permiten que el enchufe se construya hasta un 50% más corto y con un 20% menos de ancho, lo que es una ventaja en algunas situaciones. Los enchufes de paso y los trinquetes están diseñados para 1⁄4-pulgadas, 3⁄8-pulgadas y 1⁄2-pulgadas de conjuntos en tamaños SAE y métrico. Mediante el uso de un sistema de trinquete y casquillo de dientes finos que permiten utilizar un trinquete de paso como un mango de trinquete convencional con intercambiables 1⁄4-pulgadas y 3⁄8-pulgadas de unidades. Algunos trinquetes se pueden utilizar con enchufes estándar. Están construidos por varios fabricantes con una variedad de nombres comerciales. Craftsman Tools lo llama Max Axess y también vende las marcas Pass-Thru de GearWrench. Lowes llama a su sistema de enchufes Xtreme Access, etc. Las llaves de boca con trinquete a menudo se pueden emplear en la misma aplicación, pero casi siempre serán significativamente más anchas.

### Dispositivos machos

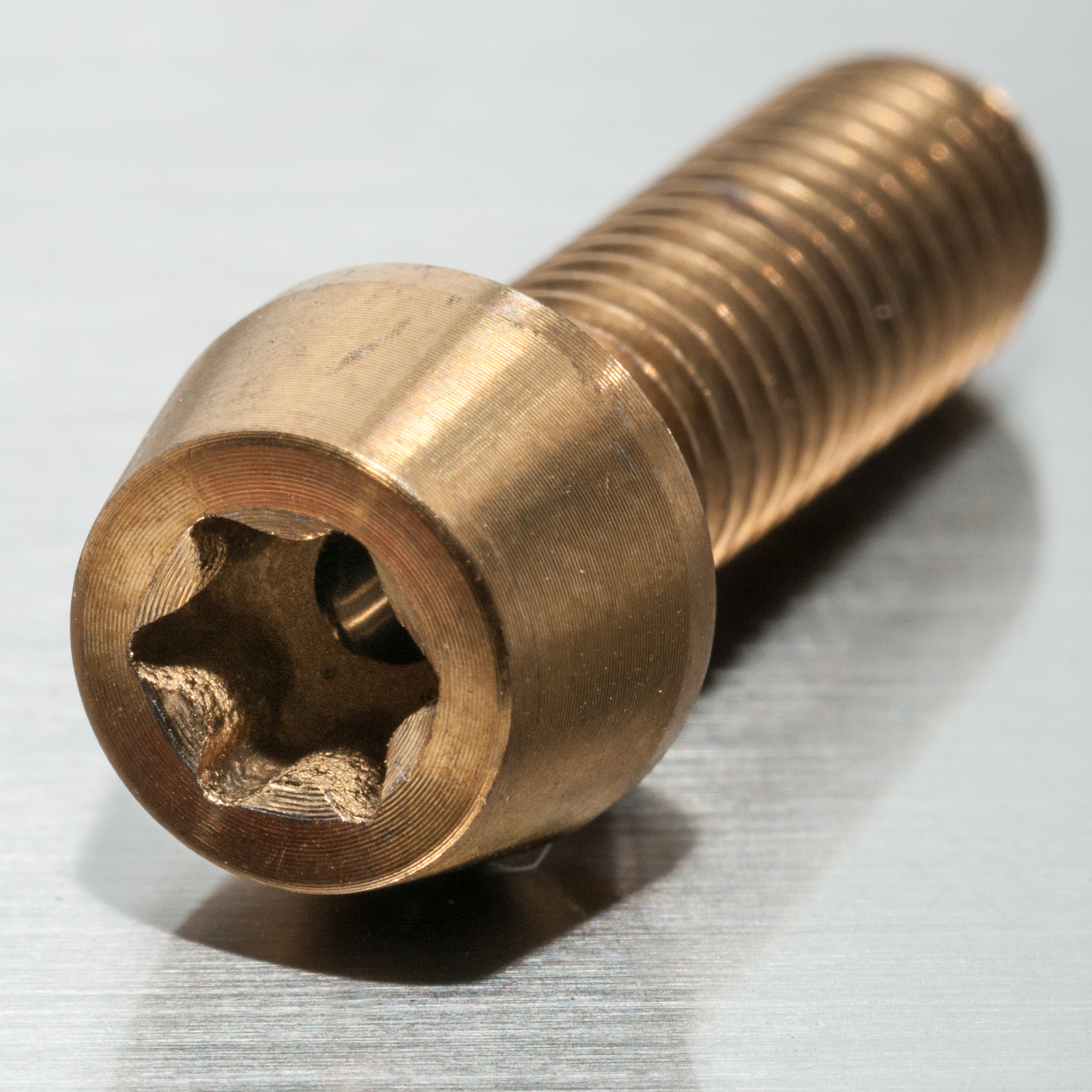
Perno con encastre tipo Torx, que requiere una llave con encastre macho adecuado.

Los dispositivos de ajuste con extremos tipo macho a veces se denominan incorrectamente vasos, pero de hecho son lo opuesto a un vaso: un vaso es un hueco o abertura hembra que recibe otro objeto. Las llaves con dispositivos de punta macho comunes de este tipo incluyen llaves hexagonales Allen (en tamaños de pulgadas métricas y fraccionarias), llaves estriadas Torx (T-3 a T-50), macho de 4 puntos (cuadrado) y de 12 puntos (cuadrado triple). Otras cabezas de tornillos especializadas que a menudo se instalan o quitan con mangos tipo destornillador y punta de tipo apropiado tienen variedades de vaso que se ajustan a los distintos tipos de cabeza de tornillo y se pueden conectar a una llave tubo. Por el contrario, para situaciones de bajo torque, un mango de destornillador de "llave tubo" con un accesorio tipo llave tubo en un extremo se puede conectar a muchos tipos diferentes de vasos, destornilladores y extensiones.

## Accesorios
Estos son algunos de los accesorios comunes que se utilizan con llaves tubo de 1⁄4-pulgadas, 3⁄8-pulgadas, 1⁄2-pulgadas (y así sucesivamente):
- Las extensiones, a veces llamadas "brazos extensores", se conectan a un vaso en un extremo y a un trinquete en el otro extremo de la extensión. Éstos "extienden" la longitud del vaso y permiten el acceso a tuercas o pernos que son difíciles de alcanzar. Las extensiones son típicamente de 1/2 a 20 pulgadas (1,3 a 50,8 cm) a 20 pulgadas (15 a 510 mm) de largo en incrementos de aproximadamente 1 a 3 pulgadas (25 a 75 mm). A veces se unen para obtener una extensión de longitud necesaria y, a menudo, tienen una sección estriada para mayor agarre.
- Las extensiones de oscilación tienen sus extremos de conexión de vaso a tierra para permitir que la interfaz de extensión de enchufe se doble hasta unos 15 grados. Esta flexibilidad adicional a menudo facilita el uso de un vaso más una extensión en un lugar estrecho. Una extensión de oscilación de 1 a 1 a 1+1/2 de pulgada (25,4 a 38,1 mm) pulgada de largo (25 a 38 mm) agregada al final de cualquier extensión la convertirá en una extensión de "oscilación" un poco más larga.
- Los collares de agarre de extensión son collares con muescas que se colocan en la parte posterior de la mayoría de las extensiones, lo que evita que se desplace fácilmente y permite agarrar fácilmente la extensión y apretar o aflojar tuercas y tornillos girando la extensión + vaso con o sin trinquete.
- Los giradores de trinquete son extensiones cortas (aproximadamente 1+1/2 de pulgada (3,8 cm) pulgadas (38 mm)) que tienen accesorios moleteados para apretar o aflojar fácilmente con la mano sin el mango del trinquete.
- Los adaptadores de tamaño permiten utilizar enchufes de un tamaño de unidad con trinquetes de otro tamaño de unidad. Consisten en un accesorio de transmisión macho de un tamaño unido a un accesorio de transmisión hembra de otro tamaño. Por lo general, miden aproximadamente 1 pulgada (2,5 cm) pulgada (25 mm) de largo. Por ejemplo, un adaptador de 1⁄4-de pulgada a 3⁄8-de pulgada permite que los enchufes con orificios de entrada de 1⁄4-de pulgada se conecten a un trinquete de 3⁄8-de pulgada, y así sucesivamente.
- Las juntas cardán son dos juntas de enchufe articuladas (de aproximadamente 1 pulgada (25 mm) de largo) combinadas en ángulo recto, que permiten una curva en el eje de giro de la llave y el enchufe. Se utilizan con extensiones y trinquetes para girar un perno o una tuerca en un lugar de difícil acceso. Las extensiones de oscilación se pueden sustituir para algunas aplicaciones de juntas universales y tienen la ventaja de no tambalearse tanto.
- Los adaptadores de pata de gallo, a veces llamados adaptadores de pata de gallo, tienen un extremo abierto similar a una llave junto con un orificio cuadrado para un trinquete o una barra rompedora. Se utilizan para alcanzar fijaciones que de otro modo serían inaccesibles o para sujetar una tuerca tensora con un par de apriete específico y, al mismo tiempo, permitir el acceso a una contratuerca que sería inaccesible con un dado estándar.